# Desiree Vranken
Desiree Vranken (Roermond, 28 juni 1997) is een Nederlandse wheeler, die zich heeft gespecialiseerd in de 100, 200 en 400 m. 

## Loopbaan
Vranken wist zich tijdens de Open Zwitserse kampioenschappen van 2012 te kwalificeren voor de Paralympische Zomerspelen 2012 in Londen op de 100 en 200 m. Tijdens deze Paralympische Zomerspelen 2012 in Londen won zij brons op de 200 meter en werd vierde op de 100 m.
In 2010 werd Vranken de jongste sporter ooit die de A-Status kreeg bij het NOC*NSF. Vranken kwam bij het wheelen uit in de klasse T/F34.
Na de Paralympische spelen in Rio de Janeiro heeft Vranken haar sportloopbaan helaas moeten beëindigen in verband met een hardnekkige blessure. 

## Persoonlijke records
| Onderdeel | Klasse | Prestatie | Datum | Plaats         | Opmerkingen      |
| --------- | ------ | --------- | ----- | -------------- | ---------------- |
| 100 m     | T/F34  | 18.71 s   | 2017  | Nottwil        |                  |
| 200 m     | T/F34  | 33.15 s   | 2015  | Arbon          |                  |
| 400 m     | T/F34  | 1.04:11 s | 2016  | Rio de Janeiro | Nationaal record |
| 800 m     | T/F34  | 2.08:70   | 2015  | Arbon          | Nationaal record |
| 1500 m    | T/F34  | 4.10:70   | 2016  | Nottwil        | Nationaal record |

## Palmares

### Paralympische Spelen
| Evenement           | Resultaat | Onderdeel |
| ------------------- | --------- | --------- |
| Londen 2012         | brons     | 200 m     |
| Rio de Janeiro 2016 | 5e (NR)   | 400 m     |
|                     |           |           |

### Europese Kampioenschappen
| Evenement        | Resultaat | Onderdeel |
| ---------------- | --------- | --------- |
| Stadskanaal 2012 | zilver    | 100 m     |